# Compétitions de clubs français de rugby à XV
La Fédération française de rugby chapeaute l’ensemble des compétitions auxquelles participent les quelque 1 630 clubs français, depuis les professionnels jusqu’aux plus petites séries amateurs, chez les seniors hommes et femmes, chez les vétérans et chez les jeunes.
Les divers championnats sont organisés selon une pyramide, dont les niveaux sont interdépendants : en fin de saison, les meilleurs d’une division sont promus au niveau supérieur, tandis que les moins bons sont relégués au niveau inférieur.
L’objectif de tous ces joueurs et joueuses est, en fin de saison, de toucher « le bout de bois », c’est-à-dire le bouclier, récompense traditionnelle des compétitions de clubs en France, la plus célèbre étant celui qui récompense le champion de France masculin de Première Division, le fameux Bouclier de Brennus.

## Seniors masculins
À l'heure actuelle, il existe 10 niveaux : 2 professionnels, 5 fédéraux et 3 territoriaux.

### Pyramide des championnats
- Deux divisions professionnelles gérées par la Ligue nationale de rugby (LNR) par délégation du Ministère des Sports et de la FFR
- Deux divisions semi-professionnelles gérée par la Fédération française de rugby (FFR)
- Trois divisions amateurs fédérales gérées par la Fédération française de rugby (FFR)

| Niveau | Championnat |
| ------ | --- |
| 1      | Top 14 : 14 clubs (poule unique) À l'issue des 26 journées (aller-retour), les 3e, 4e, 5e et 6e du classement s’affrontent en barrage puis les vainqueurs retrouvent sur terrain neutre en demi-finales le 1er et le 2e. Les deux vainqueurs jouent la finale au Stade de France, le gagnant étant sacré champion de France. L'avant-dernier (13e) joue un barrage contre le perdant de la finale de Pro D2 pour rester en Top 14. Le dernier du classement est relégué directement en Pro D2. |
| 2      | Pro D2 : 16 clubs (poule unique) À l'issue des 30 journées (aller-retour), le premier et le deuxième sont qualifiés directement pour les demi-finales qu'ils joueront à domicile contre les gagnants des barrages (3e contre 6e et 4e contre 5e). Le gagnant de la finale est déclaré champion de France de Pro D2 et monte en Top 14. Le perdant de la finale dispute un match de barrage contre le 13e de Top 14 pour monter en Top 14. L'avant-dernier (15e) joue un barrage contre le perdant de la finale de Nationale pour rester en Pro D2. Le dernier du classement est relégué directement en Nationale.                                            |
| 3      | Nationale : 14 clubs (poule unique) À l'issue des 26 journées (aller-retour), le premier et le deuxième sont qualifiés directement pour les demi-finales qu'ils joueront en match aller-retour contre les gagnants des barrages (3e contre 6e et 4e contre 5e). Le gagnant de la finale est déclaré champion de France de Nationale et monte directement en Pro D2. Le perdant de la finale dispute un match de barrage contre le 15e de Pro D2 pour monter en Pro D2. Le dernier est relégué directement en Nationale 2. L'avant-dernier (13e) doit jouer un match de barrage contre le perdant de la finale de Nationale 2 pour se maintenir en Nationale. |
| 4      | Nationale 2 : 24 clubs (2 poules de 12) À l'issue des 22 journées (aller-retour), le premier et le deuxième de chaque poule (4 équipes) sont qualifiés directement pour les quarts de finales qu'ils joueront en match aller-retour contre les gagnants des barrages (3e contre 6e et 4e contre 5e de chaque poule (8 équipes)). Le gagnant de la finale est déclaré champion de France de Nationale 2 et monte directement en Nationale. Le perdant de la finale doit jouer un match de barrage contre l'avant-dernier de Nationale pour monter en Nationale. Les deux derniers de chaque poule (4 équipes) sont relégués en Fédérale 1.                    |
| 5      | Fédérale 1 ou Championnat de France de première division fédérale : 48 équipes (4 poules de 12) Quatre montées en Nationale 2 (Les 4 demi-finalistes). 8 descentes en Fédérale 2 (11e et 12e de chaque poule). |
| 6      | Fédérale 2 ou Championnat de France de deuxième division fédérale : 96 équipes (8 poules de 12) 8 montées en Fédérale 1, 16 descentes en Fédérale 3. |
| 7      | Fédérale 3 ou Championnat de France de troisième division fédérale : 200 équipes (20 poules de 10) 16 montées en Fédérale 2, 32 descentes en Régionale 1. |

NB : chaque niveau fédéral possède aussi une compétition destinée aux équipes réserves (Nationale B, Fédérale B, Excellence B), qui attribue un titre en fin de saison.
- Trois niveaux de séries territoriales amateurs gérés par les ligues régionales depuis 2022.
  - Régionale 1 (8)
  - Régionale 2 (9)
  - Régionale 3 (10)

Jusqu'en 2022, six niveaux de séries territoriales amateurs gérés par les ligues régionales : Honneur (8), Promotion d’honneur (9), Première série (10), Deuxième série (11), Troisième série (12), Quatrième série (13).

### Évolution de la pyramide
| Période   | Niveau 1              | Niveau 2            | Niveau 3    | Niveau 4    | Niveau 5    | Niveau 6   | Niveau 7   | Niveau 8    | Niveau 9    | Niveau 10   | Niveau 11 | Niveau 12 |
| --------- | --------------------- | ------------------- | ----------- | ----------- | ----------- | ---------- | ---------- | ----------- | ----------- | ----------- | --------- | --------- |
| 1882-1905 | Championnat de France |                     |             |             |             |            |            |             |             |             |           |           |
| 1905-1912 | Championnat de France | 2e série            |             |             |             |            |            |             |             |             |           |           |
| 1912-1919 | Championnat de France | 2e série            | 3e série    |             |             |            |            |             |             |             |           |           |
| 1919-1926 | Championnat de France | 2e série            | 3e série    | 4e série    |             |            |            |             |             |             |           |           |
| 1926-1947 | 1re division          | 2e division         | Promotion   | 2e série    | 3e série    | 4e série   |            |             |             |             |           |           |
| 1947-1949 | 1re division          | 2e division         | Honneur     | Promotion   | 2e série    | 3e série   | 4e série   |             |             |             |           |           |
| 1949-1955 | 1re division          | 2e division         | Honneur     | Honneur     | Promotion   | 2e série   | 3e série   | 4e série    |             |             |           |           |
| 1955-1973 | 1re division          | 2e division         | 3e division | Honneur     | Promotion   | 2e série   | 3e série   | 4e série    |             |             |           |           |
| 1973-1995 | Groupes A et B        | 2e division         | 3e division | Honneur     | Promotion   | 1re série  | 2e série   | 3e série    | 4e série    |             |           |           |
| 1995-1997 | Groupes A1 et A2      | Groupe B            | 2e division | 3e division | Honneur     | Promotion  | 1re série  | 2e série    | 3e série    | 4e série    |           |           |
| 1997-2001 | Groupe A1 / Élite 1   | Groupe A2 / Élite 2 | Nationale 1 | Nationale 2 | 3e division | Honneur    | Promotion  | 1re série   | 2e série    | 3e série    | 4e série  |           |
| 2001-2020 | Élite 1/Top 16/Top 14 | Pro D2              | Fédérale 1  | Fédérale 2  | Fédérale 3  | Honneur    | Promotion  | 1re série   | 2e série    | 3e série    | 4e série  |           |
| 2020-2022 | Top 14                | Pro D2              | Nationale   | Fédérale 1  | Fédérale 2  | Fédérale 3 | Honneur    | Promotion   | 1re série   | 2e série    | 3e série  | 4e série  |
| 2022-     | Top 14                | Pro D2              | Nationale   | Nationale 2 | Fédérale 1  | Fédérale 2 | Fédérale 3 | Régionale 1 | Régionale 2 | Régionale 3 |           |           |

- Championnat national professionnel
- Championnat national professionnel et amateur
- Championnat national amateur
- Championnat régional ou départemental amateur

### Champions des comités
L'organisation  des compétitions amateurs est du seul ressort des comités et dépend beaucoup du nombre de clubs engagés. Ainsi, les comités comptant entre 21 et 40 clubs mettent en place deux poules, dites de « brassage » qui permettent de classer les clubs pour la deuxième partie de la saison, au bout de laquelle les titres régionaux seront attribués. On peut ainsi avoir une poule « Honneur-Promotion-1re Série » après laquelle les premiers se disputent le championnat Honneur, les clubs intermédiaires le championnat de Promotion, et les derniers le championnat de Première Série. La deuxième poule rassemble les clubs les plus faibles du comité et sert à déterminer les champions de 2e, 3e et 4e séries. Quelquefois, aucun champion n'est désigné dans l'une des séries intermédiaires, afin de respecter le niveau relatif des équipes engagées.
Du fait du peu de clubs engagés, les comités Bourgogne et Franche-Comté ont des compétitions communes en Honneur et Promotion, tout comme Alpes et Drôme-Ardèche qui souhaitent organiser des championnats Rhône-Alpes plus relevés. Idem pour Provence et Côte d'Azur. À l'étage inférieur, les Francs-Comtois n’ont même qu’une seule poule dite de « série territoriale ».
Les comités qui comptent plus de 40 clubs doivent en revanche créer au moins trois groupes de l'Honneur à la Quatrième, voire la Cinquième Série. L’Île-de-France et Midi-Pyrénées en ont beaucoup plus.
Curiosité : en théorie, une équipe de 1re série, peut grimper en Fédérale 3 en une seule saison si elle se qualifie dans sa poule de brassage pour le championnat Honneur et qu’elle l’emporte.

### Championnat de France
Une fois les championnats régionaux terminés, place aux phases finales du championnat de France, qui rythment la fin de saison du rugby français (mai et juin).
Les meilleurs clubs de chaque comité régional à chaque niveau sont sélectionnés pour disputer le Championnat de France. Les comités se voient attribuer un nombre de places par la fédération en fonction de leur poids et du nombre de clubs qu'ils gèrent. L’Ile-de-France et Midi-Pyrénées bénéficient du maximum de places allouées (5 en Honneur, 6 en Promotion, 1re et 2e séries, 3 en 3e et 4e séries, soit 29 pour les 6 niveaux), quand la Franche-Comté n’en a que 4 et la Corse 2 au total. Il s’agit d’une compétition à élimination directe mettant aux prises 64 clubs en Honneur, Promotion, 1re et 2e séries, 32 en 3e et 4e séries, jusqu’à la finale, dont le vainqueur est déclaré champion de France. Tous les matches ont traditionnellement lieu sur terrain neutre.
- Palmarès

### Coupe de la Fédération
Il s’agit d'une compétition qui voit s'affronter les comités par le biais d’une sélection de leurs meilleurs joueurs amateurs, depuis 2000. Les quatre demi-finalistes sont ensuite qualifiés pour la Coupe d'Europe des régions. Depuis 2006, la finale se déroule en lever de rideau de la finale du Top 14 au stade de France. Elle est disputée pour la dernière fois de son histoire lors de la saison 2016-2017.

### Championnat d'entreprises
La FFR apporte aussi son soutien aux compétitions dites « corpo » qui mettent aux prises des équipes masculines d’entreprises ou d’administrations (police, pompiers…). Celle qui domine à l’heure actuelle est l’équipe des laboratoires pharmaceutiques Pierre Fabre, basée à Castres, qui a remporté le titre de 2002 à 2008.

## Seniors féminins
Le rugby féminin a pris son essor dans les années 70, même si le nombre de licenciées est encore très faible (environ 4 700, soit moins de 5 % de l'ensemble). La FFR supervise quatre compétitions nationales (132 clubs ou rassemblements). Les autres compétitions sont gérées par les ligues régionales.
- Première division : Élite 1 : 12 équipes réparties en 2 poules
- Deuxième division : Élite 2 : 10 équipes
- Troisième division : Fédérale 1 : 32 équipes réparties en 4 poules
- Quatrième division : Fédérale 2 : Première phase qualificative gérée par les ligues régionales puis phase finale nationale.
- Réserves Élite : les équipes réserves des 12 clubs d'Élite 1 sont réparties en 3 poules

## Jeunes
La formation est évidemment essentielle pour le rugby français. Les clubs ont d’ailleurs des obligations en la matière (centre de formation obligatoire pour les clubs pros, obligation d’engager des équipes juniors et cadets, par exemple).
Les titres de jeunes sont particulièrement recherchés. Voici la liste des principales compétitions espoirs, juniors et cadets :
NB : les âges des catégories ont été abaissés d'un an en 2014-2015 pour se calquer sur les catégories internationales.

### Moins de 22 ans masculins
Compétitions Reichel Espoirs
30 clubs. 1 poule de 14 et une poule de 16, avec phases finales, devenu championnat Reichel/Espoirs en 2014-2015
Obligatoire pour les 30 clubs professionnels. Cette compétition, arrivée avec le professionnalisme, a remplacé les matchs des équipes réserves et s’adresse aux joueurs de moins de 22 ans (23 avant 2014). Chaque club a toutefois le droit d’engager des joueurs de première ligne de moins de 25 ans, ainsi que quatre autres joueurs de plus de 25 ans.
Trophée Christian Belascain
Tous les clubs de divisions inférieures sur proposition des comités. Phase de poules, puis 32 clubs qualifiés pour les seizièmes de finale.
- Palmarès :
  - 2014/2015 : Grenade sports
  - 2015/2016 : SO Chambéry
  - 2017/2018 : US Issoire

#### Anciennes compétitions
Coupe Frantz-Reichel
Réservée aux joueurs de moins de 21 ans.
Deux niveaux :
- Reichel A (Élite). En 2006-07 :  36 clubs = les 30 clubs pros (engagement obligatoire), plus au maximum 6 autres clubs sur décision d’une commission de la FFR. Phase de poules, puis 16 clubs qualifiés pour les huitièmes de finale. Fusionné avec la catégorie Espoirs en 2014-2015.
  - Palmarès Reichel A :
    - 2006/2007 : CS Bourgoin-Jallieu
    - 2007/2008 : Castres olympique
    - 2008/2009 : Castres olympique
    - 2009/2010 : RC Toulon
    - 2010/2011 : Montpellier HR
    - 2011/2012 : Aviron bayonnais
    - 2012/2013 : FC Grenoble
    - 2013/2014 : FC Grenoble

- Reichel B : tous les clubs de divisions inférieures sur proposition des comités. Phase de poules, puis 32 clubs qualifiés pour les seizièmes de finale.
  - Palmarès Reichel B :
    - 2006/2007 : Saint-Savin sports
    - 2007/2008 : Entente AS Fleurance/US Lectoure
    - 2008/2009 : Saint-Jean-de-Luz OR
    - 2009/2010 : Saint-Jean-de-Luz OR
    - 2010/2011 : SA Mauléon
    - 2012/2013 : US Montmélian
    - 2013/2014 : FC Oloron

- Challenge des comités : réservée aux joueurs des séries territoriales qui s’affrontent au sein des sélections des comités.

### Juniors
Il existe plusieurs compétitions juniors, qui sont fonction du niveau de l’équipe première 

#### Coupe René-Crabos
Réservée aux joueurs de moins de 18 ans. Obligatoire pour les clubs pros.
Pour la saison 2015/2016, les équipes invitées à disputer cette compétition sont réparties en quatre poules de dix équipes. À l’issue de la phase qualificative, seize associations seront qualifiées (les quatre premiers de chaque poule). Elles seront classées de 1 à 16 et opposées selon les tableaux suivants (en évitant, dans la mesure du possible, d’éventuelles oppositions qui auront eu lieu lors de la phase qualificative). Les rencontres de cette phase se déroulent sur terrain neutre.
- Palmarès :
  - 2000/2001 : RC Massy Essonne
  - 2001/2002 : Stade montois
  - 2002/2003 : Section paloise
  - 2003/2004 : Stade toulousain
  - 2004/2005 : Stade toulousain
  - 2005/2006 : Section paloise
  - 2006/2007 : US Colomiers
  - 2007/2008 : Stade montois
  - 2008/2009 : SU Agen
  - 2009/2010 : ASM Clermont Auvergne[2]
  - 2010/2011 : CA Brive
  - 2011/2012 : Lyon OU
  - 2012/2013 : Stade toulousain
  - 2013/2014 : Racing Métro 92
  - 2014/2015 : Montpellier HR
  - 2015/2016 : RC Toulon
  - 2016/2017 : RC Toulon
  - 2017/2018 : FC Grenoble
  - 2018/2019 : Colomiers rugby
  - 2021/2022 : Stade toulousain
  - 2022/2023 : Stade toulousain

#### Coupe Jules-Balandrade

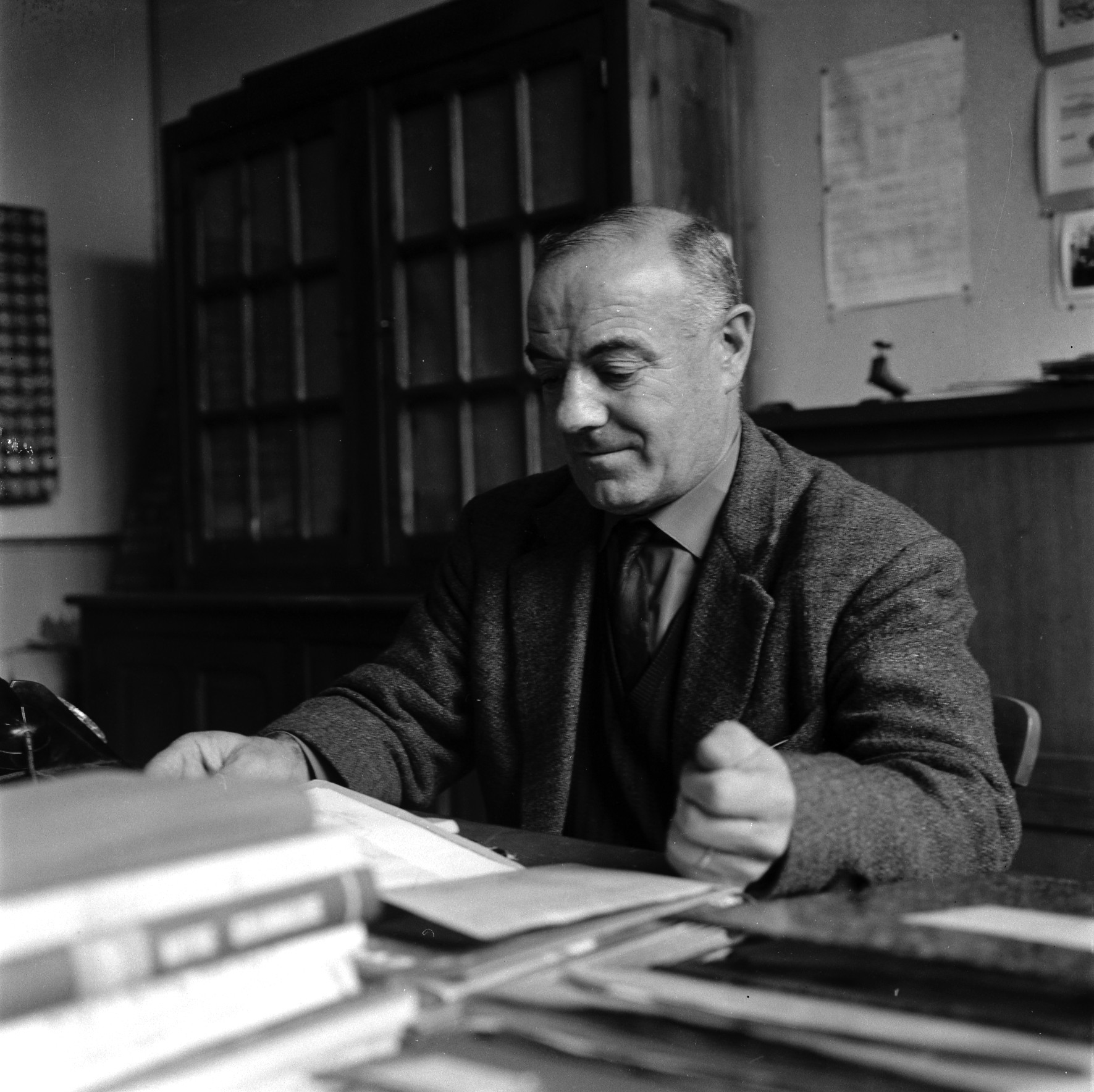
Jules Balandrade en 1962.

Réservée aux joueurs de moins de 18 ans. Obligatoire pour les clubs de Fédérale 1. Les ententes de clubs y sont interdites depuis 2011-2012. Phase de poules, puis 32 équipes qualifiées pour les seizièmes de finale.
- Palmarès
  - 1987/1988 : US Annecy
  - 1989/1990 : FC Aix-les-Bains
  - 2001/2002 : Union Riviere-basse Rugby (Entente JS Riscles/US Plaisance)
  - 2002/2003 : RC Seyssins
  - 2003/2004 : SA Mauléon
  - 2004/2005 : AS Bièvre Izeaux Brézins
  - 2005/2006 : Montpellier HRC
  - 2006/2007 : SA Mauléon
  - 2007/2008 : Entente des 4 Cantons Haut-Agenais
  - 2008/2009 : US Nafarroa
  - 2009/2010 : Rassemblement Hauts de Garonne/ Lormont[2]
  - 2010/2011: RC Suresnes
  - 2011/2012 : Avenir de Bizanos
  - 2012/2013 : Stade nantais
  - 2013/2014 : US Nafarroa
  - 2014/2015 : Saint-Nazaire rugby
  - 2015/2016 : Rugby Club Vannetais
  - 2016/2017 : AS Tournefeuille
  - 2017/2018 : Stade français

#### Coupe Jean-François-Phliponeau
Réservée aux joueurs de moins de 18 ans. Championnat par secteur géographique, phase finale nationale.
- Palmarès

#### Coupe Roger-Danet
Réservée aux joueurs de moins de 18 ans. Ouverte aux clubs de séries territoriales sur avis du comité. Championnat par secteur géographique, pas de phase finale nationale

#### Compétition intersecteurs moins de 18 ans
Les 26 comités territoriaux s’organisent en 8 équipes régionales. Quarts, demi, finale, matches de classement.

#### Challenge moins de 17 ans territoriaux à XII
Réservée aux moins de 17 ans. Ouverte à tous les clubs. Championnat par secteur géographique, pas de phase finale nationale.

### Cadets

#### Coupe Pierre-Alamercery
Réservée aux moins de 16 ans depuis la saison 2014-2015 (auparavant, avant la refonte des catégories, réservée aux moins de 17 ans) avec possibilité de faire jouer quelques moins de 15 ans dont le nombre varie en fonction du caractère professionnel ou amateur de l'équipe senior. Obligatoire pour les clubs pros et dérogation pour les autres clubs. Depuis la saison 2017/2018, les phases de poules (quatre poules de huit équipes) permettent la qualification de huit équipes pour les quarts de finale.
Dans la mesure du possible, cette compétition est jumelée avec la compétition "Gaudermen".
- Palmarès:
  - 1996/1997: Peyrehorade Sports
  - 2003/2004 : RC Massy Essonne
  - 2004/2005 : AS Béziers
  - 2005/2006 : Stade français
  - 2006/2007 : RC Toulon
  - 2007/2008 : Stade toulousain
  - 2008/2009 : Montpellier HR
  - 2009/2010 : Stade toulousain
  - 2010/2011 : Stade toulousain
  - 2011/2012 : Stade toulousain
  - 2012/2013 : Stade toulousain
  - 2013/2014 : Stade toulousain
  - 2014/2015 : Stade toulousain
  - 2015/2016 : Union Bordeaux-Bègles
  - 2016/2017 : SU Agen
  - 2017/2018 : Racing 92
  - 2018/2019 : AS Béziers
  - 2021/2022 : Union Bordeaux Bègles
  - 2022/2023 : FC Grenoble

#### Challenge Pierre-Gaudermen
Réservé aux moins de 15 ans, depuis la saison 2014-2015 (auparavant, avant la refonte des catégories, réservée aux moins de 16 ans). Obligatoire pour les clubs pros et dérogation pour les autres clubs. Depuis la saison 2017/2018, les phases de poules (quatre poules de huit équipes) permettent la qualification de huit équipes pour les quarts de finale.
Dans la mesure du possible, cette compétition est jumelée avec la compétition « Alamercery ».
- Palmarès:
  - 1995/1996 : Castres olympique
  - 2010/2011 : Montpellier HR
  - 2011/2012 : Aviron bayonnais
  - 2012/2013 : Stade toulousain
  - 2013/2014 : SU Agen
  - 2014/2015 : Racing CF
  - 2015/2016 : Colomiers Rugby
  - 2016/2017 : Lyon OU
  - 2017/2018 : AS Béziers
  - 2018/2019 : Stade toulousain
  - 2021/2022 : SU Agen
  - 2022/2023 : Castres olympique
  - 2023/2024 : USAP
  - 2024/2025 : Lyon OU

#### Challenge Jean-Teulière
Réservée aux moins de 16 ans. Ouverte à tous les clubs amateurs, y compris des séries territoriales sur avis d’une commission de la Fédération. Phase de poules, puis 64 équipes qualifiées pour les 32e de finale. Trois niveaux A, B et C sont proposés.
Palmarès :
- 2004/2005 : RC Massy Essonne
- 2005/2006 : SA Mauléon
- 2006/2007 : US Nafarroa
- 2007/2008 : US Nafarroa
- 2008/2009 : Stade nantais
- 2009/2010 : Entente Arcangues-Larressore
- 2010/2011 : Usep Ger Seron Bedeille
- 2011/2012 : Aramits Barcus Menditte
- 2012/2013 : US Tyrosse
- 2013/2014 : Avenir de Bizanos
- 2014/2015 : Saint-Médard-en-Jalles RC
- 2015/2016 : AS Tournefeuille
- 2016/2017 : US Tyrosse
- 2017/2018 : Stade aurillacois
- 2018/2019 : US Tyrosse
- 2019/2020 : Pas de titre décerné (pandémie de Covid 19)
- 2020/2021 : Pas de titre décerné (pandémie de Covid 19)
- 2021/2022 : AS Tournefeuille
- 2022/2023 : Saint-Jean-de-Luz olympique
- 2023/2024 : RC Châteaurenard
- 2024/2025 : CS Villefranche-sur-saône

#### Compétitions par comités
- Coupe Roger-Taddéï

Deux compétitions réservées aux moins de 16 ans et aux moins de 17 ans par équipes de comités (25, sauf Corse). Deux phases de poule, puis finales.
- Challenge des Comités—Les Ovalies

Réservé aux moins de 16 ans, en sélections représentatives des comités. Phase de poules, puis phase finale.

### Minimes
- Super Challenge de France Élite

Le Super Challenge de France Élite, l'« équivalent d'un championnat de France », est créé en 1980. Il est réservé aux moins de 14 ans, depuis la refonte des catégories (saison 2014-2015).
Depuis 2003, c'est une compétition officielle dans le calendrier de la Fédération française de rugby.
Palmarès:
- 2022-2023 : CA Bordeaux Bègles
- 2023-2024 : Lyon olympique universitaire

## Autres compétitions
La FFR encadre également d’autres pratiques du rugby : le rugby à sept, encore peu développé en France, le beach rugby, le touch rugby…